# Dichen Lachman
Dichen Lachman (* 22. února 1982 Káthmándú) je nepálsko-australská herečka.
Její matka je Nepálka tibetského původu, otec Australan s německými předky. Narodila se v nepálském Káthmándú, kde také do svých šesti let žila. Poté se její rodina přestěhovala do Adelaide, kde později také studovala na University of Adelaide. V letech 2005–2007 hrála v australské mýdlové opeře Neighbours, objevila se také ve filmech Aquamarine (2006) a Tyranosaurus: Zhouba Aztéků (2008). Po přestěhování do Los Angeles ztvárnila postavu Sierry v seriálu Dům loutek (2009–2010). V dalších letech hrála epizodní role v seriálech Námořní vyšetřovací služba L. A., Hawaii 5-0, Torchwood, Slunečno, místy vraždy, Kriminálka Las Vegas, Shameless či Agenti S.H.I.E.L.D. Působila také v seriálech The 100 a King a Maxwellová, v hlavních rolích účinkovala v seriálech Cena za lidskost (2012), Poslední základna (2012–2013) a Altered Carbon (od 2018). Objevila se i ve webovém seriálu Husbands.